# Procellaria cinerea
La pardela gris (Procellaria cinerea) es una especie de ave procelariforme de la familia Procellariidae, perteneciente al género Procellaria.

## Características
Habita en el hemisferio sur entre los paralelos 49° sur y 32° sur, en varias islas, crían en colonias, anidan en madrigueras en lugares secos, su dieta está basada en la captura de pequeños peces, mide 48 cm de largo y pesa 1 kg. El color del manto es marrón grisáceo, su vientre es de color blanco, la parte inferior de las alas son grises igual que su cola.